# Singapore van A tot Z

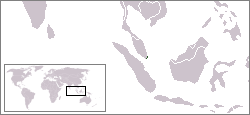
Locatie van Singapore

## A
Austronesische talen - Aziatische weg 2

## B
Boeddhisme - 
Botanische tuin van Singapore - 
Bukit Panjang Lightrail  - 
Bukit Timah Hill

## C
Changi - 
Internationale Luchthaven Changi - 
Chinees(dp) - 
Claypot chicken rice - 
Creative Technology

## E
East - West lijn Singapore

## F
Fort Fullerton

## G
Geylang

## H
Haven van Singapore - Bertha Hertogh - Hindoeïsme

## I
Islam - ISO 3166-2:SG

## J
Straat Johore - Johor–Singapore Causeway - Jurong (eiland) - Jurong Birdpark

## K
Kallang -
Kallang Airport

## L
Lee Hsien Loong - 
Lee Kuan Yew -
Lijst van vlaggen van Singapore

## M
Shamsul Maidin - 
Majulah Singapura - 
Malakka (schiereiland)
Malayo-Polynesische talen - 
Malaysia–Singapore Second Link - 
Mass Rapid Transit Singapore -
Merlion - 
Mount Faber -
Myotis oreias

## N
Neptune Orient Lines - 
Night Safari - 
North East Line (Singapore) - 
North South Line (Singapore)

## P
People's Action Party (Singapore) - 
Prostitutie in Singapore - PSA International

## R
Revenge of the Mummy -
Thomas Raffles

## S
Sentosa (eiland) - 
Sentosa Golf Club -
SilkAir - 
Singapore - 
Singapore (eiland) - 
Singapore Airlines - 
Singapore Exchange - 
Singaporese dollar - 
Singapore Zoo - 
Singlish - 
Slag om Singapore - 
S.League - 
Stefanie Sun - 
Straat Singapore

## T
Tamil - Taoïsme - Tekong - Temasek Holdings - Tiger Airways - Transformers: The Ride

## U
Ubin -
Universal Studios Singapore

## V
Valuair - 
Vlag van Singapore

## Z
Zoogdieren in Singapore -
Zuidoost-Azië